# Johannes Severin

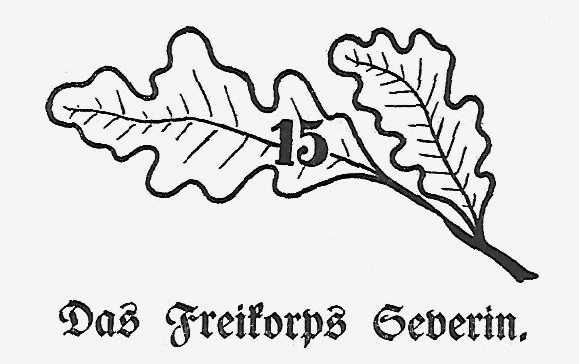
Cuerpo Libre Severin

Johannes Heinrich Hermann Arthur Severin (Breslavia; 10 de diciembre de 1869 - Berlín; 25 de octubre de 1937) fue un teniente general alemán.

## Vida

### Familia
Severin era hijo del concejal de la ciudad de Breslavia Hermann Severin (1830-1883) y Johanna, de soltera Wustandt (1830-1898). Desde 1902 estuvo con Margaretha Kindermann (1883-1979), hija del propietario de la fábrica Paul Kindermann (1853-1933), único propietario de la empresa CF Kindermann & Co., fábrica de aparatos de iluminación en Berlín, y estuvo casado con Elisabeth, de soltera Sturm (1860-1884), con la que tuvo su hijo Hans-Heinrich (1903-1941), teniente de reserva en el Regimiento de Artillería 221, y sus hijas Dorothea (1905-1954), profesora de oficios en Kassel, e Isabel (1909-2001).
Su hermana Clara Severin (1861-1937) se casó con el juez y numismático Ferdinand Friedensburg (II.), hijo del alcalde de Breslavia, Ferdinand Friedensburg I. Por lo tanto, Ferdinand Friedensburg III. fue sobrino de Johannes Severin.

### Carrera
Severin completó sus estudios en la escuela primaria de Breslavia y en la escuela del monasterio de Roßleben. Se unió al Regimiento de Fusileros de Silesia N.° 38 del ejército prusiano el 12 de octubre de 1889 y fue ascendido allí a segundo teniente a mediados de enero de 1891. De 1894 a 1896 él fue ayudante del II. Batallón en Schweidnitz y desde 1897 fue enviado durante dos años al Batallón de Infantería de Entrenamiento en Potsdam. Ascendido a primer teniente, Severin regresó a su regimiento regular el 16 de julio de 1899. Allí permaneció hasta el 30 de septiembre de 1913. Durante ese tiempo Severin fue ascendido a capitán y jefe de la 6.ª Compañía el 16 de junio de 1904. El 1 de octubre de 1913 fue ascendido a mayor, y al mismo tiempo fue transferido al Regimiento de Fusileros “von Steinmetz” (Prusia Occidental) N.° 37.
Durante la Primera Guerra Mundial, Severin fue comandante del Regimiento de Infantería N.° 455 desde el 1 de julio de 1917. Desde el 21 de junio de 1918 hasta marzo de 1919, después del final de la guerra, él fue comandante del Regimiento de Infantería “Príncipe Federico de los Países Bajos” (2.º de Westfalia) N.º 15. Por su comportamiento como comandante de regimiento en la batalla defensiva de Barricourt contra los estadounidenses, el mayor fue nominado para la concesión de la Pour le Mérite el 22 de octubre de 1918, como se desprende de su historia del regimiento, pero no recibió esa medalla.

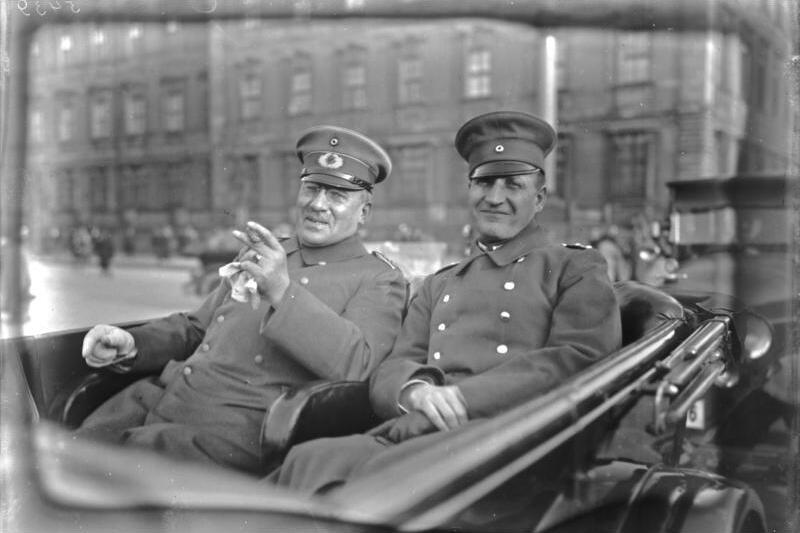
Johannes Severin (izquierda) en Berlín, febrero de 1928

Después de que terminase la guerra y regresase a casa, se formó el Freikorps “Severin”, en el que sirvió como comandante. Luego, Severin fue aceptado en la Reichswehr y fue ascendido a coronel con una comisión fechada el 1 de marzo de 1921 y, como tal, fue comandante desde el 15 de junio de 1921 hasta el 31 de marzo de 1925.del 16.° Regimiento de Infantería. Fue ascendido a general de división el 1 de febrero de 1926 y fue comandante de la ciudad de Berlín del 1 de marzo de 1925 al 1 de marzo de 1928. En abril de 1928, Severin fue retirado del servicio activo con el grado de teniente general.
En 1931, a petición de la Asociación de “Antiguas Asociaciones de 15”, Severin escribió la historia de su regimiento durante la Primera Guerra Mundial.

### Premios
- Orden del Águila Roja IV. Clase[11]
- Caballero de la Orden del Grifo[11][12]
- Cruz de Hierro (1914) 2.ª y 1.ª clase[13]
- Cruz de Caballero de la Casa Real Orden de Hohenzollern con Espadas[13]
- Medalla de valentía de Hesse[13]
- Cruz Hanseática de Hamburgo[13]
- Cruz por el servicio fiel[13]
- Orden de la Corona de Hierro de Austria III. Clase con condecoraciones de guerra[13]
- Cruz Austriaca al Mérito Militar III. Clase con condecoraciones de guerra[13]